# Aloe heybensis
Aloe heybensis ist eine Pflanzenart der Gattung der Aloen in der Unterfamilie der Affodillgewächse (Asphodeloideae). Das Artepitheton heybensis verweist auf das Vorkommen der Art auf dem Buur Heybe in Somalia.

## Beschreibung

### Vegetative Merkmale
Aloe heybensis wächst stammlos und verzweigt von der Basis aus. Die schlaffen und mit der Zeit niederliegenden Triebe erreichen eine Länge von bis zu 45 Zentimeter. Die etwa zwölf dreieckigen Laubblätter bilden Rosetten. Die glauke bis bräunlich grüne Blattspreite ist bis zu 35 Zentimeter lang und 7 Zentimeter breit. Auf ihr befinden sich häufig helle Flecken. Die Blattoberfläche ist glänzend glatt. Die deltoiden, braun gespitzten Zähne am Blattrand sind 4 Millimeter lang und stehen 5 bis 12 Millimeter voneinander entfernt. Der hellgelbe Blattsaft bleibt trocken hellgelb. 

### Blütenstände und Blüten
Der aufrechte Blütenstand besteht aus bis zu fünf Zweigen und erreicht eine Länge von bis zu 45 Zentimeter. Die unten lockeren, zylindrischen Trauben werden zur Spitze hin kopfig. Die rötlich braunen, dreieckig spitz zulaufenden Brakteen weisen eine Länge von 10 Millimeter auf und sind 2 Millimeter breit. Die glänzenden, trübroten Blüte werden zur Spitze trübgrün und stehen an 14 Millimeter langen Blütenstielen. Die Blüten sind 25 Millimeter lang und an ihrer Basis sehr kurz verschmälert. Auf Höhe des Fruchtknotens weisen die Blüten einen Durchmesser von 9 Millimeter auf. Darüber sind sie nicht verengt. Ihre äußeren Perigonblätter sind auf einer Länge von 10 bis 12 Millimetern nicht miteinander verwachsen. Die Staubblätter und der Griffel ragen 2 bis 5 Millimeter aus der Blüte heraus.

## Systematik und Verbreitung
Aloe heybensis ist in Somalia auf einem Granitinselberg in Höhen von etwa 700 Metern verbreitet.
Die Erstbeschreibung durch John Jacob Lavranos wurde 1999 veröffentlicht.

## Nachweise